# HMS Snapphanen (P161)
HMS Snapphanen (P161) var en av svenska marinens patrullbåtar. Det tillhörde 23. patrullbåtsdivisionen på Berga under 1990-talets mitt. År 2000 placerades hon i förbandsdepå med begränsad besättning. Fartyget avrustades hösten 2001 och skrovet såldes 2004. Snapphanen spelar en framträdande roll i romanen Operation Garbo.

Snapphanens vapen.